# Сан Антонио де Јола (Лас Росас)
Сан Антонио де Јола (шп. San Antonio de Yola) насеље је у Мексику у савезној држави Чијапас у општини Лас Росас. Насеље се налази на надморској висини од 1340 м.

## Становништво
Према подацима из 2005. године у насељу је живело 9 становника.

### Хронологија
| Година       | 2000         | 2005 |
| ------------ | ------------ | ---- |
| Становништво | 28 (14 / 14) | 9    |

### Попис
| # | Индикатор                        | Вредност |
| - | -------------------------------- | -------- |
| 1 | Укупно појединачних домаћинстава | 2        |